# Regal Academy
Regal Academy è una serie animata italiana, creata da Iginio Straffi e Joanne Lee; prodotta da Rainbow in co-produzione con Rai Fiction. La serie, ambientata in un universo fiabesco, è composta da 2 stagioni per un totale di 52 episodi e viene trasmessa su Rai Yoyo a partire dal 21 maggio 2016 e dall'8 agosto 2019 su Rai Gulp.

## Trama
I protagonisti di alcune iconiche fiabe famose sono invecchiati, e per tramandare la loro magia e la loro storia ai discendenti hanno deciso di aprire una scuola: la Regal Academy. 

### Prima stagione
Rose, una ragazza come tutte le altre con un grande amore per le favole e le scarpe, trova una chiave che la trasporta nel mondo delle favole. Qui scopre di essere la nipote di Cenerentola, direttrice di una prestigiosa scuola: la Regal Academy. Rose decide di iscriversi e qui vivrà insieme ai suoi nuovi amici numerose avventure.
Nel corso della serie, Rose e i suoi amici si ritrovano a dover combattere più volte Vicky, una studente della scuola che sogna di diventare la più grande cattiva delle fiabe, che evoca o richiami alcuni iconici cattivi delle fiabe esiliati nel mondo reale, per prendere il controllo della scuola.  
Per sfortuna sua mamma la scopre e le dice di non andarci più, ma alla fine madre e figlia faranno pace e Rose tornerà alla Regal Academy. Nelle ultime due puntate quest'ultima scopre perché sua madre è stata bandita dalla terra delle favole: ella è stata colpevole della sparizione della scarpetta di cristallo della madre Cenerentola, necessaria a fermare Vicky e tutti i cattivi del regno delle favole. La donna alla fine donerà alla sua squadra delle nuove armature regali.

### Seconda stagione
Rose torna dalle vacanze, la madre inizia ad insegnare moda alla Regal Academy e si riunisce con la sua squadra. Arriva una nuova studentessa Kira, la figlia della Regina delle Nevi, che per entrare alla Regal Academy finge di essere la nipote di Jack Frost, la nuova cattiva che farà parte della squadra di Vicky. La squadra di Rose accoglie un nuovo membro, Ling Ling VentaglioDiFerro, già apparsa nella stagione precedente, e riceve nuove armature regali (ci saranno nuove coppie e uno studente nuovo: Shawn La Bestia, cugino di Travis, che ha una cotta per Astoria Raperonzolo).

## Personaggi

### Studenti/ Protagonisti
- Rose Cenerentola: è una ragazza allegra e spensierata che vive in una città sulla Terra, con un amore quasi esagerato per le favole, che piomba letteralmente nel mondo di esse. Qui scopre con sua grande sorpresa di appartenere a una famiglia speciale. È la nipote di Cenerentola e possiede la Magia della Zucca, con la sua bacchetta, cioè, può trasformare qualsiasi zucca, per la maggior parte create da lei, in qualsiasi cosa riesce ad immaginare, nella maggior parte dei casi in mezzi di trasporto. Rose nell'episodio 16 scopre di avere una bella voce, e insieme ad Hawk si esibisce per lo spettacolo di canto. Spesso si fa prendere dall'entusiasmo e non capisce quando è il caso di essere seria. È innamorata di Hawk, ricambiata e cerca molte volte di far capire il suo amore per lui. Cerca sempre di essere amica di tutti ed è molto buona ma anche molto ingenua. Possiede una collezione di oggetti delle favole. Ha una grande passione per le scarpe come la nonna. Il suo oggetto magico di famiglia sono le scarpette di cristallo. Anche se non sembra, è molto intelligente e sveglia e più di una volta sono le sue idee a tirare fuori dai guai la sua squadra ed è proprio lei che capisce certe verità nascoste, come quando nella caccia al tesoro ha capito che era Unto Dunto l'uovo speciale o quando nella festa della Luna ha capito il vero potere, e come attivarlo, dell'arco di luna. Doppiata da Chiara Francese.
- Astoria Raperonzolo: è il topo di biblioteca della Regal Academy, una principessa sicura di sé e posata. Cerca sempre di ottenere il massimo dei voti e di non deludere la nonna. Possiede la Magia della Torre e riesce a far apparire lunghe edere fiorite. È la nipote di Raperonzolo e da grande vorrebbe diventare direttrice della Regal Academy . Il suo oggetto magico di famiglia sono i bracciali di fuoco. È innamorata di Shawn La Bestia che è un suo amico d'infanzia e lo proteggeva sempre dai bulli alle elementari. Doppiata da Giulia Tarquini.
- Joy Ranocchio: ama gli insetti e ogni genere di bestia, dimenticandosi spesso che non tutti li gradiscono. Joy è una ragazza vivace ed esuberante con il sorriso sempre stampato in volto. Sostiene sempre i suoi amici, ma è più probabile che incoraggi le pessime idee anziché le buone. Possiede la Magia della Rana, ovvero, a causa di una maledizione, può trasformare le persone in rane. È la nipote di Nonno Ranocchio. Il suo oggetto magico di famiglia è la sfera ranocchio. Doppiata da Emanuela Ionica.
- Hawk Biancaneve: pensa di essere il perfetto eroe delle favole, ma con il suo eroismo esagerato finisce sempre nei guai con tutta la sua squadra. Vanitoso ma non in senso cattivo ed egocentrico, ha un buon cuore ed è un ragazzo divertente, onesto e generoso. Possiede la Magia della Neve, cioè ha il potere di congelare cose e persone e spargere gelo dovunque. Quando Rose è in pericolo, Hawk è sempre li per salvarla. È innamorato, corrisposto, di Rose, ma quasi tutte le studentesse della scuola hanno una cotta per lui. È il nipote di Biancaneve. Cerca sempre di salvare principesse perché non è riuscito a salvare sua sorella Fala. Il suo oggetto magico di famiglia e lo scudo-specchio. Doppiato da Alex Polidori.
- Travis La Bestia: è un ragazzo allegro, scherzoso e divertente, ma quando si arrabbia diventa una vera Bestia. La sua forza è immensa, tanto da mettere spesso nei guai il suo team. Cerca sempre l'avventura in maniera precipitosa finendo nei guai. Possiede la Magia della Furia, cioè può creare tornadi e uragani. Innamorato di LingLing, nell'episodio 22 si dichiara e si fidanza con lei. È il nipote de La Bestia. Il suo oggetto magico di famiglia è la maschera della Bestia. A volte è timido. Nell'episodio "Il guerriero ombra" ha mostrato imbarazzo nel dire a Ling Ling che è allergico alla magia della luna. Doppiato da Manuel Meli.
- Ling Ling: si è allenata tutta la vita in casa per diventare una perfetta guerriera, arciera e studentessa. Ecco perché non ha idea di cosa siano la moda, i balli, il romanticismo e i momenti di socializzazione tipici delle scuole superiori. Coraggiosa, pacata e leale, seppur bassa di statura è una ragazza forte. La sua migliore amica è Rose; innamorata di Travis, nell'episodio 22 gli dichiara il suo amore e si fidanza con lui. Possiede la Magia del Ventaglio, che le permette di generare potenti raffiche di vento. Il suo oggetto magico di famiglia è l'arco lunare. È la nipote di Ventaglio Di Ferro. Doppiata da Elena Perino.
- Gerald: è il nipote del brutto anatroccolo, è davvero infelice del suo aspetto, per questo spera di poter diventare come il nonno. È innamorato di Odette.
- Balento: è il nipote dell'originale balena di Sinbad il Marinaio. Sempre lento e maldestro, non fa nulla per nasconderlo.
- Leena: piccola nelle dimensioni ma grande nel coraggio, proprio come nonno Pollicino, Leena non ha paura di niente, anche se viene sempre "schiacciata" da tutti.
- Alicia: è la nipote del Gatto con gli stivali. Doppiata da Gemma Donati.
- Violet: essendo la nipote dell’Orco, ha ereditato gli stessi tratti del nonno, ma con un (leggerissimo) tocco femminile a partire dal nome.
- Odette: è la nipote di Nonna Cigno. Un tempo sua nonna era la Principessa Cigno e lei ora ne ha ereditato il titolo. Non solo sa danzare benissimo, ma la danza è la sua vera ragione di vita. È innamorata di Gerald.
- Pinocchia: è la sorridente bambola vivente, nipote di Pinocchio. È ossessionata dalla verità e diffida di chi mente. Nella seconda stagione si scopre che ha un fratello, Pinocchio.
- Shawn la bestia: ragazzo biondo con gli occhi azzurri, è il cugino di Travis, è dolce, gentile, cortese e timido, è innamorato di Astoria.

### Cattivi
- Vicky Strega: la nipote della Strega Cattiva e uno degli antagonisti della serie. È molto intelligente ma, ogni volta che prova ad attuare il suo piano malefico, qualcosa va storto. Persino Rose riesce, senza volerlo, a rovinarle i piani. Nella seconda stagione si allea con la Regina delle Nevi e ha come compagna di squadra la figlia di quest'ultima, Kira. Il suo sogno è diventare la più grande cattiva delle favole. Doppiata da Eleonora Reti.
- Ruby Sorellastra: per non rischiare in prima persona, Vicky chiede sempre a Ruby di fare il lavoro sporco al suo posto: puntualmente Ruby accetta e mette in atto i loro piani. A fine serie verrà cacciata dalla Regal Academy e dal mondo delle favole. Era innamorata di Hawk. Doppiata da Joy Saltarelli.
- Cyrus Strega: è il pigro e vigliacco cugino di Vicky. Doppiato da Emanuele Ruzza.
- La regina delle nevi: antagonista principale della seconda stagione. È una potente strega del ghiaccio con l'ambizione di conquistare la Regal Academy e la Terra delle Favole, cercando di intrappolare o eliminare i protagonisti. Alla fine verrà intrappolata lei stessa in una sfera di ghiaccio insieme a Cyrus, diventando parte della collezione da favola di Rose. Doppiata da Laura Romano.
- Kira: alleata di Vicky e figlia della regina delle nevi che entra alla Regal Academy fingendo di essere discendente di Jack Frost. Alla fine viene punita insieme alla nonna. Doppiata da Margherita De Risi.
- Il Lupo Cattivo: è un lupo alto ed imponente ed il suo potere è principalmente quello del soffio. Doppiato da Andrea Lavagnino.
- Lucignolo: un ragazzaccio malvagio e sleale. Ha le orecchie d'asino ed il suo potere è La Magia dell'Asino, con la quale trasforma in somari le persone. Doppiato da Gabriele Patriarca.
- Regina cattiva: Una maga- regina molto bella, matrigna di Biancaneve, che brama di riportare le fiabe al loro oscuro passato. I suoi poteri sono quelli della mela avvelenata e dello Specchio Magico.Viene fatta fuori da Biancaneve. Doppiata da Graziella Polesinanti.
- Strega del mare: Ha pelle verde e bluastra, ha i capelli viola e tentacoli. Ruba la voce a Rose e alla piccola sirenetta, e può evocare dei Kraken. Doppiata da Daniela Abbruzzese.
- Strega di Zenzero: una malefica strega che lavora in una pasticceria sulla Terra, ha il potere sui dolci per attaccare i nemici, Doppiata da Graziella Polesinanti.
- Melvin: è il nipote di Mago Merlino. Sfida Rose ad un duello. Ha una sorella di nome Merleena ed è innamorato di Calypso. Doppiato da Stefano Broccoletti
- Shire: è il nipote dello Stregatto. Vive nel Paese delle Meraviglie.
- Regina di Cuori: è la Regina del Paese delle Meraviglie.
- Mangiafuoco: un burattinaio che ha il potere della Magia del Burattino, con la quale comanda i suoi burattini, trasforma per sbaglio Hawk in un burattino, mentre da a Rose un naso di legno. Doppiato da Massimiliano Plinio.
- Il Pescatore Verde: cerca di mangiare Rose e i suoi amici, ma viene comicamente neutralizzato.
- Il terribile pesce-cane: mangia Pinocchio, il fratello di Pinocchia, e poi anche quest'ultima e Rose, e tutti e tre riescono a sconfiggerlo e ad uscire.

### Animali
- Gigi: è il topolino bianco di Rose. Indossa un'uniforme.
- Bao: è il cucciolo di scimmia della famiglia di Ling-Ling.
- Doc: è un gufo appartenente alla famiglia Biancaneve.
- King: è il cucciolo di ranocchio di Joy.
- Nut: è uno scoiattolino, cucciolo magico di Travis.
- Vidal: un cagnolino della famiglia Raperonzolo.
- I draghi: ogni famiglia ha un proprio drago, ed ognuno funge da Guardia per la Regal Academy.

### Altri personaggi
- I Pompom: sono delle piccole creature magiche di colore arancione, generate dalla magia di zucca di Rose.
- I Tre Porcellini: sono i golosi studenti di cucina alla Regal Academy, che qualche volta creano pasticci.
- Unto Dunto (Humpty Dumpty): è un uovo magico felice e allegro che in un episodio ingaggia Rose e i suoi amici ad una caccia al tesoro. È proprio Rose a scoprire che è lui l'uovo della caccia al tesoro.
- Gigante: un gigante buono che vive sulle nuvole in un castello.
- Gatto con gli Stivali: è il nonno di Alicia.
- Clara: è la madre di Rose. Si scopre che lei è la figlia di Cenerentola e che era la responsabile dell'improvvisa scomparsa della scarpetta di cristallo ed era quindi stata bandita dalla Terra delle Favole. Quando scopre che Rose frequenta la Regal Academy, le proibisce di tornarci, ma poi madre e figlia riescono a chiarirsi. Alla fine, aiutando nella battaglia finale, Cenerentola decide di annullare il suo esilio sulla Terra. Nella seconda stagione insegna sui vestiti alla scuola. Doppiata da Valentina Mari.
- Dave: il confuso padre di Rose e marito di Clara. Alla fine anche lui accetta che Rose vada alla Regal Academy. Doppiato da Alberto Bognanni.
- Hatie: il nipote del Cappellaio Matto. Cerca di ballare con Rose al ballo. Alla fine è lui ad intrappolare Lucignolo nel suo capello.
- Alice: la stessa Alice della celebre fiaba, che aiuta Rose e i suoi amici nel penultimo episodio.
- Mago Merlino. Insegna alla Merlin Academy ed insegna anche a personaggi cattivi.
- Il Re delle Scimmie: rapisce Nonna Ventaglio di Ferro e compare nell'episodio "Magia scimmiesca", ma poi diventa un personaggio positivo.

### Docenti
- Cenerentola: se da teenager nonna Cenerentola era stata in grado di ribellarsi alla matrigna cattiva e alle capricciose sorellastre, adesso che è nonna non ha certo paura di dire sempre con sincerità quello che pensa. Ama organizzare balli e adora le scarpe. È la direttrice della Regal Academy. Doppiata da Aurora Cancian.
- Biancaneve: è puntigliosa con i regolamenti scolastici e molto spesso si trova in disaccordo con Rose e gli altri nelle loro avventure. Ovviamente è una grande amante delle mele e ne ha sempre qualche gustoso dolcetto sulla sua scrivania. È la professoressa di galateo, poteri e oggetti magici. Inoltre, ha il compito di formare le squadre. In un episodio odia, sconfigge e picchia la Strega, sua ex matrigna. Doppiata da Emanuela Baroni.
- Raperonzolo: Nonna Raperonzolo ha passato davvero troppo tempo rinchiusa nella sua torre. Per questo vuole parlare o mostrare i suoi libri con frenesia a chiunque la ascolti e spesso, senza volerlo, perde il controllo e inizia a parlare a statue o dipinti anziché a persone vere. È la professoressa di poesia e letteratura. Doppiata da Alessandra Cassioli.
- La Bestia: è un professore aggressivo, che strilla sempre agli studenti di correre per centinaia di chilometri o di fare migliaia di flessioni. Quando la direttrice ha problemi con qualcuno, lui ha subito pronta una punizione molto negativa. Nonostante tutto ha un cuore d'oro e dietro il suo atteggiamento duro nasconde un segreto: ama le rose. È l'allenatore della Regal Academy e il professore di Dragonologia. Doppiato da Pierluigi Astore.
- Ranocchio: tranquillo e positivo, appare buffo e ridicolo. È il dottore della Regal Academy e il professore di pozionologia. Doppiato da Gianni Giuliano.
- Wolfram: vestito sempre in maniera impeccabile, con la corretta postura e portamento elegante, Wolfram insegna agli alunni l'eroismo, e molte delle missioni che assegna si trasformano in emozionanti avventure. A volte però, nel corso di queste missioni, sembra accadere qualcosa di oscuro. È il professore di cavalleria ed eroismo.
- Bella: ha sempre una buona parola per tutti. Riesce a vedere cose positive anche nei disastri e nelle avversità. È anche l'unica persona in grado di parlare di un'opera per ore e ore. È la professoressa di arte.
- Ventaglio di Ferro: Nonna Ventaglio di Ferro ha affrontato molti ostacoli nel corso della sua vita e adesso che è anziana ha compreso che l'allenamento e la disciplina non sono tutto nella vita. Insegna alla Shan Academy. Doppiata da Eleonora Reti.

## Episodi
| N° | Titolo                                  | Data              |
| -- | --------------------------------------- | ----------------- |
| 1  | La scuola delle favole                  | 21 maggio 2016    |
| 2  | La grande corsa dei draghi              | 21 maggio 2016    |
| 3  | Un cigno nella palude                   | 22 maggio 2016    |
| 4  | Astoria e la pianta di fagiolo          | 22 maggio 2016    |
| 5  | Un matrimonio da favola                 | 27 maggio 2016    |
| 6  | Mistero al castello di Cenerentola      | 28 maggio 2016    |
| 7  | La nipote della principessa sul pisello | 17 settembre 2016 |
| 8  | La vendetta                             | 18 settembre 2016 |
| 9  | L'attacco della strega Zenzero          | 19 settembre 2016 |
| 10 | La collezione da favola di Rose         | 20 settembre 2016 |
| 11 | Il ritorno del lupo cattivo             | 21 settembre 2016 |
| 12 | Zucche e draghi                         | 22 settembre 2016 |
| 13 | Il grande ballo                         | 23 settembre 2016 |
| 14 | Ventaglio di ferro                      | 20 ottobre 2016   |
| 15 | Rose e il re dei draghi                 | 21 ottobre 2016   |
| 16 | La canzone della strega del mare        | 22 ottobre 2016   |
| 17 | Hawk e le mele avvelenate               | 23 ottobre 2016   |
| 18 | Favole sulla Terra                      | 23 ottobre 2016   |
| 19 | La maledizione dei capelli              | 12 novembre 2016  |
| 20 | La giornata dei genitori                | 12 novembre 2016  |
| 21 | Magia scimmiesca                        | 13 novembre 2016  |
| 22 | Il festival dei fiori                   | 13 novembre 2016  |
| 23 | Danza al chiaro di luna                 | 14 novembre 2016  |
| 24 | Il duello dei draghi                    | 14 novembre 2016  |
| 25 | La caduta dei guardiani                 | 15 novembre 2016  |
| 26 | La terribile Vicky                      | 15 novembre 2016  |

| N° | Titolo                              | Data              |
| -- | ----------------------------------- | ----------------- |
| 27 | PomPom!                             | 28 novembre 2017  |
| 28 | La bella è la bestia                | 29 novembre 2017  |
| 29 | La fiera della magia                | 30 novembre 2017  |
| 30 | Specchi impazziti                   | 1 dicembre 2017   |
| 31 | La moglie del Gigante               | 2 dicembre 2017   |
| 32 | Alla ricerca di Pinocchio           | 3 dicembre 2017   |
| 33 | La rana cattiva                     | 4 dicembre 2017   |
| 34 | Nella foresta incantata             | 5 dicembre 2017   |
| 35 | Il ballo in maschera                | 6 dicembre 2017   |
| 36 | Il guerriero ombra                  | 7 dicembre 2017   |
| 37 | La gara dei principi                | 8 dicembre 2017   |
| 38 | Il Nerodrago                        | 9 dicembre 2017   |
| 39 | Un giorno alla Merlin Academy       | 10 dicembre 2017  |
| 40 | La parata regale                    | 26 settembre 2018 |
| 41 | Un'avventura da sirena              | 27 settembre 2018 |
| 42 | Festa addormentata                  | 28 settembre 2018 |
| 43 | La sfida della torre                | 29 settembre 2018 |
| 44 | La strega mutaforma                 | 30 settembre 2018 |
| 45 | Il ritorno di Ruby                  | 1 ottobre 2018    |
| 46 | Matrimonio in arrivo                | 2 ottobre 2018    |
| 47 | L'effetto della mezzanotte          | 3 ottobre 2018    |
| 48 | Natale nella terra delle favole     | 13 dicembre 2018  |
| 49 | L'arcobaleno magico                 | 5 ottobre 2018    |
| 50 | La trappola della regina delle nevi | 6 ottobre 2018    |
| 51 | Rose nel paese delle meraviglie     | 7 ottobre 2018    |
| 52 | Il regno delle nevi                 | 8 ottobre 2018    |

## Colonna sonora
Le sigle e le canzoni sono interpretate da Anna Pieretto (lead voice) e Claudia Valtinoni, con la partecipazione di Federica Olari (background voice).
- Sigla di testa: Vivi la magia
- Sigla di coda: Regal Academy
- Canzoni: Il ritmo mi porta via, Vivo una favola, Che felicità, Cerca insieme a me, Una favola nascosta, Questo è il momento, Tu sei l'unico al mondo, Siamo amici veri, Questi siamo noi, Vieni con noi

Le musiche originali per ogni singolo episodio della serie spaziano dallo stile sinfonico-orchestrale allo stile jazz. Tutta la colonna sonora è incentrata su temi musicali ricorrenti nei vari episodi, che identificano i personaggi e anticipano spesso le canzoni secondo lo stile tipicamente del musical alla Broadway.

## Trasmissione internazionale
- Rai Yoyo, Rai Gulp, Nickelodeon
- Gulli, Nickelodeon Junior, Télétoon+
- Clan TVE
- Nick Jr. e TV Cultura
- Nickelodeon
- 9Go!
- Teletoon+